# Susanna Parigi (album)
Susanna Parigi è il primo album della musicista italiana Susanna Parigi, pubblicato in formato musicassetta e CD,  nel gennaio del 1995 dalla casa discografica RTI Music.

## L'album
Il disco include 13 brani, scritti e composti dalla stessa Susanna Parigi, con la collaborazione agli arrangiamenti di Vince Tempera.
Tra i brani, anche una versione in lingua italiana della nota canzone di Pat Metheny "Last train home", ed un personale arrangiamento di un classico di Claude Debussy: "Reverie".
Il disco segna il suo esordio da solista, dopo le collaborazioni con Fiorella Mannoia, Riccardo Cocciante, Claudio Baglioni e Raf.
Il disco viene pubblicato in Giappone su etichetta "Avanz Records" ed in Brasile su etichetta "Rge/Polygram".

## Tracce
1. Se amare è impossibile – 4:41 (testo: Susanna Parigi – musica: Susanna Parigi)
2. I pensieri del fiore – 3:47 (testo: Susanna Parigi – musica: Susanna Parigi)
3. Selina – 5:08 (testo: Susanna Parigi – musica: Susanna Parigi)
4. Un pesce amò la luna che ebbe un brivido una mattina di novembre quando il mare era ancora limpido – 4:38 (testo: Susanna Parigi – musica: Susanna Parigi)
5. Ti devo parlare – 3:20 (testo: Susanna Parigi – musica: Susanna Parigi)
6. Salomè (adattamento in lingua italiana di “Last train home”) – 5:22 (testo: Susanna Parigi – musica: Pat Metheny)
7. Donne d’amore – 4:03 (testo: Susanna Parigi – musica: Susanna Parigi)
8. Se io avessi un figlio – 4:16 (testo: Susanna Parigi – musica: Susanna Parigi)
9. Se ti toccassi il cuore – 3:23 (testo: Susanna Parigi – musica: Susanna Parigi)
10. Voglio che sia diverso – 3:29 (testo: Susanna Parigi – musica: Susanna Parigi)
11. In punta di piedi – 3:39 (testo: Susanna Parigi – musica: Susanna Parigi)
12. Sono fatta così (ma posso cambiare) – 2:40 (testo: Susanna Parigi – musica: Susanna Parigi)
13. Rêverie – 3:46 (musica: Claude Debussy)

Durata totale: 52:12

## Formazione
- Susanna Parigi: voce, tastiera, pianoforte,  cori
- Ellade Bandini: batteria
- Vince Tempera: tastiera
- Piercarlo Penta: tastiera, programmazione
- Massimo Luca: chitarra